# Li Gwang-sik
Li Gwang-sik est un boxeur nord-coréen né le 5 mars 1970.

## Carrière
Il participe aux Jeux olympiques de Barcelone en 1992 dans la catégorie des poids coqs et remporte la médaille de bronze. Lors des championnats du monde de Sydney en 1991, il remporte également la médaille de bronze.

### Parcours auxJeux olympiques
Jeux olympiques d'été de 1992 à Barcelone (poids coqs) :
- Bat Laszlo Bognar (Hongrie) par arrêt de l'arbitre au 3e round
- Bat Sergio Reyes (États-Unis) 15-8
- Bat Serafim Todorov (Bulgarie) 16-15
- Perd contre Wayne McCullough (Irlande) 16-21

## Référence
1. ↑  (en) Résultats des Jeux olympiques 1992 (amateur-boxing.strefa.pl)